# Muelle Prat
El muelle Prat es un embarcadero ubicado en pleno puerto de Valparaíso (Chile). Habilitado en 1850, se emplaza al oeste de la plaza Sotomayor, frente a la Estación Puerto.

## Características
Actualmente es el mejor lugar del plan de la ciudad desde donde se pueden visualizar los trabajos del puerto, siendo además el punto de partida de las lanchas que realizan paseos turísticos en la bahía. Aparte del paseo peatonal, la zona cuenta con una feria de artesanías, restaurantes y la réplica de la carabela Santiaguillo, en la cual viajó el navegante Juan de Saavedra desde Callao para llevarle provisiones al conquistador Diego de Almagro.